# Crno more
Crno more unutarnje je more smješteno između Europe i Azije, istočno od Balkana, južno od Istočnoeuropske nizine, zapadno od Kavkaza te sjeverno od Anatolije. Obalne zemlje Crnoga mora jesu Turska, Bugarska, Rumunjska, Ukrajina, Rusija i Gruzija. U nj se slijeva nekoliko velikih rijeka, a od njih su najvažnije Dunav, Dnjepar i Don, stoga Crnomorski sliv obuhvaća dijelove teritorijā dvadeset četiriju zemalja Europe.
Površina Crnoga mora iznosi 436 400 km² (ne uključujući Azovsko more) zapremine 547 000 km³, a najveća je dubina 2212 m. U geološkom smislu većina njegove obale raste u visinu što je oblikovalo Pontijsko gorje na jugu, Kavkasko gorje na istoku i Krimsko gorje na sjeveru. Na zapadu je obala uglavnom nizinska s naplavnim područjima u podnožju niskih planina kao što je Strandža u Bugarskoj, Rt Emine, najistočnija točka planine Balkan, te Dobrudžanska visoravan znatno sjevernije. Najveća dužina morske površine u smjeru istok-zapad jest 1175 km. Najvećim obalnim gradovima Crnoga mora (u smjeru kazaljke na satu od Bospora) smatraju se Burgas, Varna, Constanța, Odesa, Sevastopolj, Novorosijsk, Soči, Batumi, Trabzon i Samsun.
Crno more ima pozitivnu vodnu bilancu, što znači da se više vode ulijeva u njega nego što se izlijeva. Zbog toga fenomena oko 300 km³ vode godišnje otječe kroz Bospor i Dardanele u Egejsko more. Premda je neto bilanca protoka vode kroz Bospor i Dardanele takva da dio izlazi iz Crnog mora, voda općenito teče u obama smjerovima istovremeno. Gušća i slanija voda iz Egejskoga mora utječe u Crno more na većim dubinama, a manje slana voda istječe iz Crnoga mora u površinskom sloju stvarajući značajan i trajan sloj duboke vode koja ne otječe niti se miješa i stoga je vrlo siromašna kisikom (anoksične vode). Ovaj anoksični sloj omogućio je očuvanje drvenih ostataka brodovlja iz drevnih brodoloma koji su pronađeni u Crnome moru.
Vode Crnoga mora kroz turske tjesnace i Egejsko more na posljetku se ulijevaju u Sredozemno more. Bosporski tjesnac povezuje Crno more s malim Mramornim morem koje je pak povezano s Egejskim morem preko tjesnaca Dardaneli. Na sjeveru je Kerčkim tjesnacem Crno more povezano s Azovskim morem.
Razina vode značajno se mijenjala tijekom geoloških razdobalja. Zbog ovih promjena u razini vode okolni šelf i povezani obalni pojas ponekad su bili suho tlo. Pri određenu povećanju vodostaja tijekom geoloških razdobalja uspostavljaju se veze s okolnim vodenim masama. Upravo preko najaktivnije od ovih veza, Bospora i Dardanela, Crno se more spaja sa svjetskim morima. Tijekom geoloških razdoblja kada ova hidrološka veza nije bila prisutna Crno more bilo je endoreični bazen, koji je djelovao neovisno o globalnome oceanskom sustavu (slično današnjemu Kaspijskom moru). Trenutno je razina vode u Crnom moru relativno visoka, pa se vodena masa izmjenjuje s onom iz Sredozemlja. Crnomorsku podmorsku rijeku čini struja posebno slane vode koja teče Bosporskim tjesnacom duž cijeloga morskog dna Crnoga mora i prva je otkrivena te vrste. Crno more također je i značajno poprište geopolitičkih, teritorijalnih te ekonomskih sukoba i napetosti.

## Etimologija i nazivlje
Naziv Μαύρη Θάλασσα, ekvivalentan nazivu Crno more, ne može se pratiti ranije od 13. stoljeća. Prema Strabu, Crno more se u antičko doba nazivalo jednostavno more (pontos). Grčko-rimska tradicija more naziva Εύξεινος Πόντος (Euxeinos Pontos), gostoljubivo more. Ovaj je naziv zamijenio raniji Pindarov naziv Pontos Axeinos (negostoljubivo more) zvano tako zbog teške navigacije i negostoljubivih divljih plemena na obalama. Promjena naziva došla je sa stvaranjem kolonija Milećana, čime je more postalo dijelom Grčke civilizacije.
No, moguće je i da je naziv Axeinos došlo od iranskog axaina ('tamno'). Podrijetlo naziva crno možda potječe od nazivanja strana svijeta po bojama u antičko doba, pri čemu je crna označavala sjever, a crvena jug. Herodot jednom prilikom naizmjence koristi nazive Crveno more i Južno more.

### Moderni nazivi
Nazivi za Crno more na jezicima naroda uz njegovu obalu jesu:
- bugarski: Черно море
- grčki: Μαύρη Θάλασσα
- gruzijski: შავი ზღვა
- rumunjski: Marea Neagră
- ruski: Чёрное море
- turski: Karadeniz
- ukrajinski: Чорне море
- krimskotatarski: Qara deñiz

## Geografija
Međunarodna hidrografska organizacija definira vodenu granicu Crnoga mora na sljedeći način:
- Na jugozapadu: sjeveroistočna granica Mramornoga mora (crta koja povezuje rt Rumeli s rtom Anatoli (41°13'N)). U Kerčkome tjesnacu crta koja povezuje rt Takil i rt Panagija (45°02'N).

Područje koje okružuje Crno more obično se naziva crnomorskom regijom. Njegov sjeverni dio leži unutar pojasa černozema (pojas crnoga tla) koji ide od istočne Hrvatske (Slavonija), duž Dunava (sjeverna Srbija, sjeverna Bugarska (Podunavska nizina) i južna Rumunjska (Vlaška nizina) do sjeveroistočne Ukrajine i dalje preko središnjega crnozemskog područja i južne Rusije do Sibira.
Litoralno područje Crnog mora često se naziva pontsko primorje ili pontsko područje.
Najveći zaljevi Crnoga mora su Karkinitski zaljev u Ukrajini; Burgaški zaljev u Bugarskoj; Dnjeprovski zaljev i Dnjestrovski zaljev, oba u Ukrajini; te zaljev Sinop i zaljev Samsun, oba u Turskoj.

### Obalna crta i isključivi gospodarski pojasevi

#### Duljina obalne crte i površina isključivih gospodarskih zona
| Zemlja    | Duljina obalne crte (km) | Površina isključivih gospodarskih pojaseva (km2) |
| --------- | ------------------------ | ------------------------------------------------ |
| Turska    | 1329                     | 172 484                                          |
| Ukrajina  | 2782                     | 132 414                                          |
| Rusija    | 800                      | 67 351                                           |
| Bugarska  | 354                      | 35 132                                           |
| Gruzija   | 310                      | 22 947                                           |
| Rumunjska | 225                      | 29 756                                           |
| Ukupno    | 5800                     | 460 084                                          |

### Crnomorski sliv
Najveće rijeke koje se ulijevaju u Crno more su:
1. Dunav
2. Dnjepar
3. Don
4. Dnjestar
5. Kızıl
6. Kuban
7. Sakarja
8. Južni Bug
9. Čoroh
10. Ješilirmak
11. Rioni
12. Jeja
13. Mijus
14. Kamčija
15. Enguri
16. Kaljmius
17. Moločna
18. Tiligul
19. Veliki Kujalnik
20. Velika
21. Rezovo
22. Kodori
23. Bzib
24. Supsa
25. Mzimta

Ove rijeke i njihovi pritoci čine 2 miljuna km² velik Crnomorski sliv koji pokriva u cijelosti ili djelomično teritorije 24 zemlje: Albaniju, Austriju, Bjelorusiju, Bosnu i Hercegovinu, Bugarsku, Hrvatsku, Češku, Gruziju, Njemačku, Grčku, Mađarsku, Italiju, Crnu Goru, Moldaviju, Sjevernu Makedoniju, Poljsku, Rumunjsku, Rusiju, Srbiju, Slovačku, Sloveniju, Švicarsku, Tursku i Ukrajinu.

### Otoci
Najveći otoci u Crnom moru pripadaju Bugarskoj, Rumunjskoj, Turskoj i Ukrajini:
- Sveti Toma – Bugarska
- Sveta Anastazija – Bugarska
- Sveti Kirik –Bugarska
- Sveti Ivan – Bugarska
- Sveti Petar – Bugarska
- Sacalin – Rumunjska
- K/Novaja Zemlja – Rumunjska i Ukrajina
- Utriš – Rusija
- Krupinina – Rusija
- Sudžuk – Rusija
- Kefken – Turska
- Hridi Öreke – Turska
- Giresun – Turska
- Džarilgač – Ukrajina
- Zmijski otok – Ukrajina

### Klima
Na kratkoročne klimatske varijacije u crnomorskoj regiji značajno utječe djelovanje sjevernoatlantskih oscilacija, klimatskih mehanizama koji proizlaze iz interakcije između sjevernog Atlantika i zračnih masa srednje geografske širine. Dok točni mehanizmi koji uzrokuju sjevernoatlantsku oscilaciju ostaju nejasni, smatra se da klimatski uvjeti uspostavljeni u zapadnoj Europi posreduju u tokovima topline i oborina koji dopiru do središnje Europe i Euroazije, regulirajući formiranje zimskih ciklona, koje su uvelike odgovorne za regionalne količine oborina i utječu na površinske temperature Sredozemnoga mora.
Relativna snaga ovih sustava također ograničava količinu hladnog zraka koji dolazi iz sjevernih regija tijekom zime. Ostali utjecajni čimbenici uključuju regionalnu topografiju, pošto se depresije i olujni sustavi koji stižu s Mediterana usmjeravaju kroz nizine oko Bospora, pri čemu planinski lanci Ponta i Kavkaza djeluju kao usmjerivači valova, ograničavajući brzinu i putanje ciklona koji prolaze kroz regiju.

## Hidrologija
Crno more je najveće meromiktično vodeno tijelo na svijetu, što znači da se duboke vode ne miješaju ili vrlo slabo miješaju s gornjim slojevima vode koji primaju kisik iz atmosfere. Kao rezultat toga, preko 90% dubljeg volumena Crnog mora je anoksično. Obrasci cirkulacije Crnog mora prvenstveno su kontrolirani topografijom bazena i dotokom rijeka, što rezultira jako stratificiranom vertikalnom strukturom njegovih voda.
Crno more ima razmjenu vode samo sa Sredozemnim morem, tako da se sav dotok i odljev odvija kroz Bospor i Dardanele. Dotok iz Sredozemlja ima veći salinitet i gustoću od odljeva, stvarajući klasičnu estuarijsku cirkulaciju. To znači da se dotok guste vode iz Sredozemlja događa na dnu bazena, dok se dotok manje slane površinske vode Crnog mora u Mramorno more događa blizu površine. Prema Greggu i suradnicima (2002.), istjecanje je iznosilo 16 000 m³/s ili oko 500 km³ godišnje, dok je dotok 11 000 m³/s ili oko 350 km³ godišnje.
Južni prag Bospora nalazi se na −36.5 m ispod sadašnje razine mora (najdublja točka najplićeg poprečnog presjeka u Bosporu smještena ispred palače Dolmabahçe). Brzine struja dotoka i odljeva su u prosjeku oko 0,3 do 0,4 m/s, ali lokalno dostižu mnogo veće brzine izazivajući značajne turbulencije i vertikalno smicanje. To omogućuje turbulentno miješanje dvaju slojeva. Površinska voda napušta Crno more sa salinitetom od 17 praktičnih jedinica saliniteta (PSU) i dolazi u Sredozemlje sa salinitetom od 34 PSU. Isto tako, dotok Sredozemnog mora sa salinitetom 38,5 PSU doživljava pad na oko 34 PSU.
Srednja površinska cirkulacija je ciklonska, dakle voda oko perimetra Crnog mora cirkulira u vrtlogu koji se proteže rubom bazena. Ta je cirkulacija poznata kao Obodna struja. i doseže najveću brzinu od oko 50 – 100 cm/s. Unutar ove struje djeluju dva manja ciklonska vrtloga, koja zauzimaju istočno i zapadno područje bazena. Istočni i zapadni vrtlog zimi su dobro organizirani sustavi, ali se ljeti i u jesen rasipaju u niz međusobno povezanih vrtloga. Mezoskalna aktivnost u perifernom toku postaje izraženija tijekom tih toplijih razdoblja u godini i ima značajnu međugodišnju varijabilnost.
Izvan Obodne struje, brojni kvazitrajni obalni vrtlozi nastaju kao rezultat uzdizanja vode oko obalne ploče i mehanizama kovrčanja vjetra. Snaga ovih obilježja tijekom godine određena je sezonskim atmosferskim promjenama i varijacijama u tokovima rijeka. Tijekom proljeća na jugoistočnom kutu Crnoga mora formira se tzv. vrtlog Batumi.
Ispod površinskih voda, u sloju od 50 do 100 metara, postoji haloklin koji se zaustavlja na hladnom srednjem sloju (CIL). Ovaj sloj se sastoji od hladnih i slanih voda, koje su rezultat lokalnog atmosferskog hlađenja i smanjenog fluvijalnog unosa tijekom zimskih mjeseci. To je ostatak zimskog površinskog miješanog sloja. Podnožje CIL-a obilježeno je velikom piknoklinom na oko 100 – 200 metara dubine, a ta razlika u gustoći glavni je mehanizam za izolaciju duboke vode.
Ispod piknokline nalazi se duboka vodena masa, gdje se salinitet povećava na 22,3 PSU, a temperature se penju na oko 8.9 °C. Hidrokemijsko okruženje prelazi iz oksigeniranog u anoksično, jer bakterijska razgradnja potonule biomase iskorištava sav slobodni kisik. Slabo geotermalno zagrijavanje i dugo vrijeme zadržavanja stvaraju vrlo debeo konvekcijski donji sloj.
Crnomorska podmorska rijeka je struja posebno slane vode koja teče kroz Bosporski tjesnac duž morskoga dna Crnog mora. Otkriće te pojave objavili su znanstvenici sa Sveučilišta u Leedsu 1. kolovoza 2010. i prvo je te vrste koje je identificirano. Podmorska rijeka nastaje iz slane vode koja se kroz Bosporski tjesnac izlijeva iz Sredozemnog mora u Crno more, gdje voda ima niži sadržaj soli.

### Hidrokemija
Zbog anoksične vode u dubinskim slojevima organska tvar se dobro očuva, uključujući antropogene artefakte kao što su drveni trupovi potopljenih brodova. Tijekom razdoblja površinskog bujanja živih organizama, kratkotrajno cvjetanje algi formira organski bogate slojeve poznate kao sapropeli. Znanstvenici su izvijestili o godišnjem cvjetanju fitoplanktona koje se može uočiti na mnogim snimkama iz svemira. Zbog ovih karakteristika Crno more je vrlo zanimljivo područje pomorske arheologije, jer su otkriveni ostaci drevnih potopljenih brodova u izvrsnom stanju očuvanosti, poput bizantske olupine Sinop D, smještene u anoksičnom sloju u blizini obale Sinopa u Turskoj.

## Geologija
Crno more je podijeljeno u dva taložna bazena, Zapadno Crno more i Istočno Crno more odvojena Srednjecrnomorskom visinom, koja obuhvaća i greben Andrusov, Tetjajevsku visinu i Arhangelsku visinu, koji se protežu južno od Krimskog poluotoka. Bazen uključuje dva različita reliktna izalučna bazena stvorenih cijepanjem albijskog vulkanskog luka i subdukcijom oceana Paleotetis i Neotetis, ali doba tih događaja nije precizno utvrđeno. Lučni vulkanizam i proširenje dogodili su se kada se ocean Neotetis tijekom mezozoika potopio ispod južnog ruba Laurazije. Uzdizanje i kompresijska deformacija događala se tijekom zatvaranja Neotetisa. Seizmička istraživanja pokazuju da je rascjep započeo u zapadnome Crnom moru u baremiju i aptiju nakon čega je uslijedilo stvaranje oceanske kore u santoniju 20 milijuna godina kasnije. Od svog početka kompresijska tektonska okruženja dovela su do slijeganja u bazenu s povremenim razdobljima širenja što je rezultiralo vulkanizmom velikih razmjera i brojnim orogenijama uzrokujući izdizanje Velikog Kavkaza, Pontida, južnog Krimskog poluotoka i planinskih lanaca Balkanida.
Tijekom mesinske krize saliniteta u susjednom Sredozemnom moru razina vode je pala, ali bez isušivanja mora. Sudar između euroazijske i afričke ploče i bijeg Anatolijskog bloka prema zapadu duž rasjeda Sjeverne Anatolije i Istočne Anatolije određuje trenutni tektonski režim, obilježen pojačanim slijeganjem u Crnomorskom bazenu i značajnom vulkanskom aktivnosti u anadolskoj regiji. Ti su geološki mehanizmi dugoročno gledano uzrokovali povremenu izolaciju Crnog mora od ostatka globalnog oceanskog sustava.
Veliki šelf sjeverno od bazena širok je do 190 km, a južni rub oko Turske i istočni rub oko Gruzije karakterizirani su uskim šelfom koji rijetko prelazi 20 km po širini s brojnim podmorskim kanjonima. Euksinska ponorna ravnica u središtu Crnoga mora doseže maksimalnu dubinu od 2212 metara južno od Jalte na Krimskom poluotoku.
Postoji konsenzus među znanstvenicima oko teorije da je Crno more prije posljednjeg ledenog doba bilo slatkovodno jezero (barem u gornjim slojevima), te da je tijekom ledenog doba bilo znatno pliće. No, razvoj Crnog mora iz jezera u more je još uvijek predmet mnogih znanstvenih rasprava.
Postoje razni scenariji plavljenje Crnog mora i preobrazbu iz slatkovodne u morsku vodenu masu. William Ryan i Walter Pitman predlažu katastrofični model, dok neki drugi modeli predviđaju postupnu preobrazbu.
Modeli se razlikuju po različitim teorijama oko razine vode u slatkovodnom jezeru u trenutku kada je Sredozemno more doseglo visinu pri kojoj se moglo preliti preko Dardanela i Bospora.
S druge strane istraživanje morskog dna Egejskog mora pokazuje da je u 8. tisućljeću pr. Kr. postojao jak priljev slatke vode iz smjera Crnog mora. (New Scientist, 4 svibnja 2002, str. 13).

### Ryan-Pitmanova teorija o potopu
Godine 1977., William Ryan i Walter Pitman sa sveučilišta Columbia (Columbia University) objavili su teoriju o velikom prodoru vode kroz Bospor u dalekoj prošlosti. Pretpostavljeni katastrofalni porast razine Crnog mora dogodio se oko 5600. godine prije Krista kada su vode iz Sredozemnog mora probile kopneni prag u Bosporskom tjesnacu. Hipoteza se pojavila na naslovnici The New York Timesa u prosincu 1996. netom prije njezinog objavljivanja u akademskom časopisu. Prenda postoji konsenzus u znanstvenoj zajednici da se opisani slijed događaja dogodio, postoje razilaženja o iznenadnosti, vremenu i obimu provale vodene mase. Ovaj katastrofalni događaj mogao je biti i jedan od uzroka pojave pretpovijesnih mitova o potopu.

## Ekologija

### Morski ekosustavi
U Crnome moru postoji aktivan i dinamičan morski ekosustav, kojim dominiraju vrste prilagođene bočatim uvjetima bogatim hranjivim tvarima. Kao i kod svih morskih hranidbenih lanaca i Crno more sadrži niz trofičkih skupina, među kojima su autotrofne alge poput dijatomeja i dinoflagelata primarni proizvođači. Riječni sustavi koji se slijevaju iz Euroazije i središnje Europe unose velike količine sedimenta i otopljenih hranjivih tvari u Crno more, ali distribucija tih hranjivih tvari je kontrolirana stupnjem fizikalno-kemijske stratifikacije, koja je pak određena sezonskim fiziografskim razvojem.
Tijekom zime jak vjetar potiče konvektivno miješanje voda i podizanje hranjivih tvari, dok visoke ljetne temperature imaju za posljedicu izrazitu vertikalnu slojevitost i formiranje toplog plitkog mješovitog sloja. Duljina dana i intenzitet insolacije također kontroliraju opseg fotičke zone. Povećanje biomase ograničena je dostupnošću hranjivih tvari, pošto anoksične vode na dnu djeluju kao odvod reduciranih nitrata u obliku amonijaka. Bentoska zona također igra važnu ulogu u kruženju hranjivih tvari u Crnom moru, budući da kemosintetski organizmi i anoksični geokemijski putevi recikliraju hranjive tvari koje se mogu podići u fotičku zonu, povećavajući produktivnost biomase.
Sveukupno, bioraznolikost Crnog mora sadrži oko jednu trećinu bioraznolikosti Sredozemlja i u njemu se događaju prirodne i umjetne invazije ili mediteranizacije.

#### Plankton
Glavne skupine fitoplanktona prisutne u Crnom moru su dinoflagelati, dijatomeje, kokolitofore i cijanobakterije. Općenito, godišnji ciklus razvoja fitoplanktona započinje proljetnim povećanjem biomase u kojoj dominiraju dijatomeje i dinoflagelati, nakon čega slijedi slabiji mješoviti razvoj zajednica planktona ispod sezonske termokline tijekom ljetnih mjeseci, te intenzivirano jesensko povećanje biomase u površinskim slojevima. Ovaj obrazac produktivnosti pojačan je cvjetanjem kokolitofora Emiliania huxleyi tijekom kasnih proljetnih i ljetnih mjeseci.
Godišnja distribucija dinoflagelata određena je produženim razdobljem cvatnje u podpovršinskim vodama tijekom kasnog proljeća i ljeta. U studenome se podpovršinsko cvijetanje planktona kombinira s površinskom, zbog vertikalnog miješanja vodenih masa i hranjivih tvari kao što su nitriti. Glavna vrsta dinoflagelata koja stvara cvjetanje u Crnome moru je Gymnodinium sp. Procjene raznolikosti dinoflagelata u Crnome moru kreću se od 193 do 267 vrsta. Ova razina bogatstva vrsta relativno je niska u usporedbi sa Sredozemnim morem, što se može pripisati boćatim uvjetima, niskoj prozirnosti vode i prisutnosti anoksičnih voda pri morskome dnu. Također je moguće da niske zimske temperature Crnog mora ispod 4°C sprječavaju razvoj termofilnih vrsta. Relativno visok sadržaj organske tvari u površinskoj vodi Crnoga mora pogoduje razvoju heterotrofnih (organizam koji koristi organski ugljik za rast) i miksotrofnih vrsta dinoflagelata (sposobnih za iskorištavanje različitih trofičkih puteva) u odnosu na autotrofne vrste. Unatoč jedinstvenom hidrografskom okruženju, u Crnome moru nema potvrđenih endemskih vrsta dinoflagelata.
Crno more je naseljeno mnogim vrstama morskih dijatomeja, koje obično postoje kao kolonije jednostaničnih, nepokretnih auto- i heterotrofnih algi. Životni ciklus većine dijatomeja može se opisati kao procvat i pad s cvjetanjem dijatomeja u površinskim vodama tijekom cijele godine, najčešće tijekom ožujka, a Crno more nije iznimka. Jednostavno rečeno, faza brzog rasta populacije dijatomeja uzrokovana je ispiranjem kopnenih sedimenata koji sadrže silicij, a kada se zaliha silicija iscrpi, dijatomeje počinju tonuti iz fotičke zone i stvarati mirujuće ciste. Dodatni čimbenici kao što su grabežljivost zooplanktona i cvjetanje pri povećanom prisutnosti dušikovih spojeva također igraju značajnu ulogu u godišnjem ciklusu dijatomeja. Tipično, Proboscia alata cvate tijekom proljeća i Pseudosolenia calcar-avis cvjeta tijekom jeseni.
Kokolitofori su vrsta pokretnog, autotrofnog fitoplanktona koji tijekom svog životnog ciklusa proizvodi vapnenačke pločaste ljušture poznate kao kokoliti. U Crnome moru glavno razdoblje bujanja kokolitofora nastupa nakon što se okonča glavnina cvjetanja dinoflagelata. U svibnju se dinoflagelati kreću ispod sezonske termokline u dublje vode, gdje je dostupno više hranjivih tvari. To omogućuje kokolitoforima da iskoriste hranjive tvari u gornjim vodama, a do kraja svibnja uz povoljne svjetlosne i temperaturne uvjete stope rasta dosežu najviši stupanj. Vrsta koja tijekom cvjetanja stvara najveću biomasu jest Emiliania huxleyi, koji je također odgovoran za ispuštanje dimetil sulfida u atmosferu. Općenito, raznolikost kokolitofora u Crnome moru je relativno niska i, premda u novijim sedimentima dominira Emiliania huxleyi i Braarudosphaera bigelowii, pokazalo se da holocenski sedimenti također sadrže vrste Helicopondosphaera i Discolithina.
Cijanobakterije su vrsta pikoplanktonskih bakterija (plankton veličine od 0,2 do 2,0 µm) koje dobivaju energiju fotosintezom, a prisutne su diljem svjetskih oceana. Pojavljuju se u raznim oblicima kao što su nitaste kolonije i biofilmovi. U Crnome moru je prisutno nekoliko vrsta, primjerice Synechococcus spp. se može naći u cijeloj fotičkoj zoni, premda mu koncentracija opada s povećanjem dubine. Ostali čimbenici koji utječu na distribuciju jesu dostupnost hranjivih tvari, prisutnost organizama koji se njima hrane, te slanost.

#### Životinjske vrste
Crno more, zajedno s Kaspijskim jezerom, dio je izvornog areala zebraste dagnje. Dagnja je putem pomorskog prometa raznesena diljem svijeta i postala je invazivna vrsta u gotovo svim morima gdje je unesena. Izvorni areal običnog šarana proteže se do Crnog mora zajedno s Kaspijskim jezerom i Aralskim jezerom. Poput zebraste školjke, šaran je invazivna vrsta kada se nastani u drugim staništima. Još jedna domaća riba koja se također nalazi i u Kaspijskom moru jest glavoč okrugljak. Ova se roba hrani zebrastim dagnjama i, poput dagnji i običnog šarana, postao je invazivna vrsta u mnogim staništima nakon što je u njih slučajno uveden, poput područja Velikih jezera u Sjevernoj Americi.
Morski sisavci prisutni u bazenu su dvije vrste dupina (obični i dobri dupin), te obalna pliskavica, no sve su te vrste ugrožene zbog utjecaja ljudskih aktivnosti. Sve tri vrste klasificirane su kao različite podvrste od onih u Sredozemlju i Atlantskome oceanu i endemične su za Crno i Azovsko more, a aktivnije su tijekom noći u Turskim tjesnacima. Međutim, izgradnja Krimskog mosta uzrokovala je povećanje hranjivih tvari i planktona u vodama, te je u to područje privuklo velik broj riba i posljedično više od 1000 dobrih dupina. Međutim, druge studije tvrde da gradnja može uzrokovati razorne štete ekosustavu, uključujući i populaciju dupina.
Danas kritično ugrožene sredozemne medvjedice povijesno su bile brojne u Crnome moru i smatra se da su lokalno izumrle 1997. Medvjedice su bile prisutne na Zmijskome otoku u blizini delte Dunava do 1950-ih i oko turskoga grada Doğankent koji bili su posljednja boravišta nakon 1990. godine.
Mediteranizacija područja koja je u tijeku može ali ne mora potaknuti veću bioraznolikost kitova u Turskim tjesnacima, a time i u Crnome i Azovskome bazenu.
Različite vrste perajara, morskih vidri i beluga kitova uneseno je u Crno more antropskim djelovanjem, posebice sivi tuljani i beluga kitovi čija je prisutnost često zabilježena.
Poznato je da velike bijele psine dopiru do Mramornog mora i Bosporskog tjesnaca, a goleme psine do Dardanela, iako nije jasno mogu li ti morski psi dospjeti do Crnog i Azovskog bazena.

### Ekološki učinci onečišćenja
Od 1960-ih, brzi industrijski razvoj duž obala Crnoga mora i izgradnja velikih brana na rijekama koje se ulijevaju u crnomorski bazen značajno su povećali godišnju varijabilnost u omjeru dušika, fosfora i silicija. U obalnim područjima biološki učinak ovih promjena bio je povećanje učestalosti monospecifičnog cvjetanja fitoplanktona, pri čemu se učestalost cvjetanja diatomeja povećala za 2,5 puta, a učestalost cvjetanja nedijatomeja povećala se za šest puta. Nedijatomeje, kao što su primneziofiti Emiliania huxleyi (kokolitofor), Chromulina sp., i euglenofiti Eutreptia lanowii, mogu nadmašiti rast dijatomeja zbog ograničene dostupnosti silicija, neophodnog sastojka dijatomejskih ljuštura. Kao posljedica ovih cvjetanja, populacije bentoskih makrofita bile su lišene svjetla, a anoksija je uzrokovala masovnu smrtnost morskih životinja.
Smanjenje broja makrofita dodatno je pogoršano prekomjernim izlovom tijekom 1970-ih, dok je invazivni ktenofor Mnemiopsis smanjio biomasu kopepoda i drugog zooplanktona u kasnim 1980-ima. Osim toga, invazivna vrsta rebraš (Mnemiopsis leidyi) uspio se nastaniti u bazenu i eksplozivno je povećao svoju biomasu od nekoliko jedinki do procijenjene mase od jedne milijarde tona. Promjena u sastavu vrsta u vodama Crnoga mora također ima posljedice na hidrokemiju, pošto kokolitofori koji proizvode kalcij utječu na salinitet i pH vode, iako te posljedice tek treba u potpunosti kvantificirati. U središnjim vodama Crnoga mora, razine silicija su također značajno smanjene. Ovaj fenomen pokazuje mogućnost da lokalizirane promjene u unosu hranjivih tvari u Crno more imaju učinke na cijelom bazenu.

Napori za smanjenje onečišćenja i regulaciju doveli su do djelomičnog oporavka ekosustava Crnoga mora tijekom 1990-ih, a program monitoringa Europske unije EROS21 otkrila je smanjene vrijednosti dušika i fosfora u odnosu na vrhunac iz 1989. godine. Nedavno su znanstvenici primijetili znakove ekološkog oporavka, dijelom zbog izgradnje novih postrojenja za pročišćavanje otpadnih voda u Slovačkoj, Mađarskoj, Rumunjskoj i Bugarskoj nakon što su te zemlje postale članicama Europske unije.
- meduza
- moruzgva
- moruzgva
- glavoč okrugljak
- raža
- trlja blatarica
- rak samac, Diogenes pugilator
- morska spužva
- kostelj
- morski konjic
- Obični dupini prate surfera na dasci u blizini Sočija.

## Povijest
Crno more bilo je prometan vodeni put na raskrižju antičkog svijeta: Balkana na zapadu, euroazijske stepe na sjeveru, Kavkaza i središnje Azije na istoku, Male Azije i Mezopotamije na jugu, te Grčke na jugozapadu.
Zemlja na istočnom kraju Crnoga mora nazivala se Kolhida (današnja Gruzijaa) i označavala je za stare Grke rub poznatoga svijeta.
Neki znanstvenici smatraju da je Pontiso-kaspijska stepa sjeverno od Crnoga mora prapovijesna izvorna domovina (njem.: Urheimat) govornika protoindoeuropskog jezika (PIE).
Grčka prisutnost u Crnome moru seže još u 9. stoljeće pr. Kr. kada su osnovane prve kolonije duž južne obale Crnog mora privlačeći trgovce i koloniste zbog žitarica koje su se uzgajale u njegovom zaleđu. Oko 500. godine pr. Kr. postojale su stabilne grčke zajednice diljem Crnog mora, a unosna trgovačka mreža povezivala je cijelo Crno more sa širim Sredozemljem. Dok su druge grčke kolonije općenito održavale vrlo bliske kulturne veze sa svojim osnivačkim polisima, grčke kolonije u Crnome moru počele su razvijati vlastitu crnomorsku grčku kulturu, danas poznatu kao Pontik. Obalne zajednice crnomorskih Grka stoljećima su ostale istaknuti dio grčkoga svijeta, a kraljevstvo Mitridata od Ponta, Rima i Carigrada protezalo se preko cijeloga Crnog mora uključujući i krimske teritorije.
Crno more postalo je virtualno jezero Osmanske mornarice u roku od pet godina nakon što je Republika Genova izgubila kontrolu nad Krimskim poluotokom 1479., nakon čega su jedini zapadni trgovački brodovi kojima je bilo dopušteno ploviti njegovim vodama bili oni brodovi Dubrovačke republike zbog svog tradicionalnog neprijateljstva naspram Mletačke republike. Crno more postalo je trgovačka ruta robova između Krima i osmanske Anatolije.
Carska Rusija postala je značajna crnomorska sila u kasnom 18. stoljeću, zauzevši primorje Novorosije 1764. i Krima 1783. Osmanska ograničenja plovidbe Crnim morem sve je više dovodila u pitanje Crnomorska flota ruske carske mornarice utemeljena 1783., što je za posljedicu imalo ublažavanje kontrole izvoza kroz osmanske teritorijalne vode nakon izbijanja Francuske revolucije 1789. godine.

### Moderna povijest
Tijekom Krimskoga rata koji se vodio između 1853. i 1856. došlo je do pomorskih sukoba između francuskih i britanskih saveznika s jedne strane i snaga Nikole I. od Rusije s druge. Dana 2. ožujka 1855. nakon smrti Nikole I., Aleksandar II. postao je ruskim carem. Dana 15. siječnja 1856. novi je car izveo Rusiju iz rata pod vrlo nepovoljnim uvjetima Pariškog ugovora (1856.), koji je uključivao gubitak pomorske flote na Crnome moru i odredbu da Crno more treba biti demilitarizirana zona slična istodobnoj regiji Baltičkog mora.

#### Svjetski ratovi
Crno more je bilo značajno pomorsko poprište sukoba i u Prvom (1914. – 1918.) i u Drugom svjetskom ratu. Primjerice, Sebastopolj je bio gotovo u potpunosti uništen tijekom opsade njemačke vojske, koja je čak dopremila veliki opsadni top Schwerer Gustav za opsadu Sevastopolja (1941. – 1942.). Sovjetska pomorska baza bila je jedna od najjačih utvrda na svijetu. Njegov položaj na erodiranom golom vapnenačkom rtu na jugozapadnom vrhu Krima, učinio je pristup kopnenim snagama izuzetno teškim. Visoke litice koje gledaju na zaljev Severnaja štitile su sidrište, čineći amfibijsko iskrcavanje gotovo nemogućim. Sovjetska mornarica je izgradila ovu prirodnu obranu modernizacijom luke i instaliranjem teških obalnih baterija koje su činili prenamijenjeni topova kalibra 180 mm i 305 mm koji su bili sposobni pucati i prema unutrašnjosti i prema moru. Topnički položaji bili su zaštićeni armiranobetonskim utvrdama i oklopnim kupolama.

#### 21. stoljeće
Tijekom ruske invazije na Ukrajinu, Zmijski otok je bio značano poprište sukoba. Dana 24. veljače 2022. dva ratna broda ruske mornarice napala su i zauzela Zmijski otok, na što su ukrajinske snage odgovorile teškim granatiranjem. Dana 30. lipnja 2022. Ukrajina je objavila da je oslobodila otok i otjerala rusku vojsku.
Ukrajinski projektili potopili su 6. svibnja 2022. admiralski brod Crnomorske flote rusku krstaricu Moskva.
Već 29. travnja 2022. Rusija je koristila podmornice Crnomorske flote za bombardiranje ukrajinskih gradova krstarećim raketama Kalibr.
Ujutro 14. ožujka 2023. ruski borbeni zrakoplov Su-27 presreo je i oštetio američki dron MQ-9 Reaper, zbog čega se ovaj srušio u Crno more. U 13:20 5. svibnja 2023. ruski borbeni zrakoplov Su-35 presreo je i ugrozio sigurnost poljskog L-140 Turboleta u rutinskoj patrolnoj misiji Frontexa i izveo agresivne i opasne manevre. Incident, koji se dogodio u međunarodnom zračnom prostoru iznad Crnoga mora oko 60 km istočno od rumunjskoga zračnog prostora, a izazvao je gubitak kontrole nad zrakoplovom, te gubitak visine.

## Gospodarstvo i politika
Crno more je ključno geografsko područje koje povezuje Aziju i Europu. Osim pomorskog prometa i ribolova, osnovne gospodarske djelatnosti su istraživanje i eksploatacija nafte i zemnog plina i turizam.

### Ribolov
Najveća ribolovna flota Crnoga Mora je turska ribarska flota koja godišnje ulovi oko 300 000 tona inćuna. Ribolov se odvija uglavnom zimi, a najveći dio ulova postigne se u studenome i prosincu.

### Eksploatacija nafte i plina
U 1980-ima Sovjetski Savez je započeo s bušenjem nafte u zapadnome dijelu Crnoga mora, posebice uz ukrajinsku obalu. Nakon stjecanja neovisnosti, Ukrajina je nastavila i intenzivirala istraživanja za novim nalazištima unutar svojeg isključivog gospodarskog pojasa, pozivajući velike međunarodne naftne kompanije na istraživanje. Otkriće novih, golemih naftnih polja u tom području potaknulo je priljev stranih ulaganja. Također je izazvalo kratkotrajni nenasilni teritorijalni spor s Rumunjskom koji je 2011. riješio međunarodni sud redefinirajući isključive gospodarske zone između dviju zemalja.
Crno more sadrži izvore nafte i prirodnog plina, ali istraživanje novih nalazišta nije dovršeno. Do 2017. bilo je aktivno 20 bušotina. Tijekom većeg dijela svojeg geološkog postojanja, Crno more je imalo značajan potencijal stvaranja nafte i plina zbog velikog priljeva sedimenta i voda bogatih hranjivim tvarima, no zemljopisna je raspodjela sedimenta neravnomjerna. Primjerice, izgledi za postojanje nalazišta nafte i plina niži su uz bugarsku obalu Bugarske zbog velikog priljeva sedimenta iz Dunava koji je razrijedio sedimente bogate organskim tvarima i djelomice zaklonio prodor sunčeve svjetlosti u dublje slojeve vode. Većina dosadašnjih bila je uz obalu Rumunjske i Ukrajine u zapadnome Crnom moru, a samo je nekoliko manjih nalazišta otkriveno u istočnome Crnom moru.
Tijekom eocena, more Paratetis bilo je djelomično izolirano i razina vode se snizila. U tom razdoblju pješčani materijal je erozijom klizio s planine Balkan, planina Male Azije i Kavkaza i zarobljavao organski materijal kroz cijeli oligocen i rani miocen. Prirodni plin pojavljuje se u stijenama koje su se formirale u miocenu i pliocenu taloženjem rijeka paleo-Dnjepar i paleo-Dnjestar ili u dubokim stijenama iz doba oligocena. Ozbiljna istraživanja započela su 1999. s dvije duboke bušotine u truskim vodama: Limanköy-1 i Limanköy-2. Zatim je dubokovodna bušotina HPX (Hopa)-1 doprla do kasnomiocenskih pješčenjaka u naboranom pojasu Ačara-Trialet (također poznatom kao Gurianski naborani pojas) duž pomorske granice Gruzije i Turske. Iako su geolozi zaključili da bi te stijene mogle sadržavati ugljikovodike bušotina je bila neuspješna. Slijedećih pet godina nakon bušotine HPX-1 nije bilo bušenja. Zatim je 2010. godine Sinop-1 ciljao na karbonatne rezervoare na grebenu Andrusov, ali naišao je samo na vulkanske stijene iz razdoblja krede. Yassihöyük-1 naišao je na slične probleme. Druge turske bušotine Sürmene-1 i Sile-1 izbušene u istočnom Crnom moru 2011., odnosno 2015. istražile su slojeve iznad krednih vulkanskih naslaga, ali ni u jednom slučaju nije bilo rezultata. Druga turska bušotina Kastamonu-1 izbušena 2011. uspješno je pronašla termogeni plin u pliocenskim i miocenskim antiklinalama s jezgrom škriljevca u zapadnom Crnom moru. Godinu dana kasnije, 2012., Rumunjska je izbušila bušotinu Domino-1 koji je otkrio plin što je potaknulo bušenje drugih bušotina u istom području. U 2016. bugarska bušotina Polškov-1 ciljala je na pješčenjake Majkop, a Rusija je u procesu bušenja jurskih karbonatnih stijena u svom gospodarskom pojasu od 2018.
U kolovozu 2020. Turska ih je pronašla 320 milijardi kubičnih metara prirodnog plina u plinskom polju Sakarja što je najveće otkriće ikada u Crnome moru, a proizvodnja je trebala započeti do 2023. Područje je vrlo blizu mjesta gdje je Rumunjska također pronašla rezerve plina.

### Urbana područja
| Grad        | Slika | Država                                | Regija                     | Stanovništvo |
| ----------- | ----- | ------------------------------------- | -------------------------- | ------------ |
| Odesa       |       | Ukrajina                              | Oblast Odesa               | 1 003 705    |
| Samsun      |       | Turska                                | Pokrajina Samsun           | 535 401      |
| Varna       |       | Bugarska                              | Pokrajina Varna            | 500 076      |
| Constanța   |       | Rumunjska                             | Županija Constanța         | 491 498      |
| Sevastopolj |       | Ukrajina (grad pod ruskom okupacijom) | Grad s posebnim statusom   | 379 200      |
| Soči        |       | Rusija                                | Krasnodarski kraj          | 343 334      |
| Trabzon     |       | Turska                                | Pokrajina Trabzon          | 305 231      |
| Novorosijsk |       | Rusija                                | Krasnodarski kraj          | 241 952      |
| Burgas      |       | Bugarska                              | Pokrajina Burgas           | 223 902      |
| Ordu        |       | Turska                                | Pokrajina Ordu             | 217 640      |
| Batumi      |       | Gruzija                               | Autonomna Republika Adjara | 204 156      |

### Turizam
U godinama nakon završetka Hladnog rata, popularnost Crnog mora kao turističke destinacije u stalnom je porastu. Turizam u crnomorskim odmaralištima postao je jedna od rastućih industrija u regiji.
Najznačajnija ljetovališta na Crnome moru su:
- 2 Mai (Rumunjska)
- Agigea (Rumunjska)
- Ahtopolj (Bugarska)
- Amasra (Turska)
- Anaklija (Gruzija)
- Anapa (Rusija)
- Albena (Bugarska)
- Alupka (Crimea, Ukraine/Russia (disputed))
- Alušta (Crimea, Ukraine/Russia (disputed))
- Balčik (Bugarska)
- Batumi (Gruzija)[108]
- Burgas (Bugarska)
- Bjala (Bugarska)
- Rt Aurora (Rumunjska)
- Čakvi (Gruzija)
- Constanța (Rumunjska)
- sv. Konstantin i Helena (Bugarska)
- Corbu (Rumunjska)
- Costinești (Rumunjska)
- Eforie (Rumunjska)
- Emona (Bugarska)
- Jevpatorija (Krim, Ukrajina pod privremenom ruskom okupacijom)
- Feodozija (Krim, Ukrajina pod privremenom ruskom okupacijom)
- Foros (Krim, Ukrajina pod privremenom ruskom okupacijom)
- Gagra (Abhazija, Gruzija[a])
- Gelendzhik (Rusija)
- Giresun (Turska)
- Golden Sands (Bugarska)
- Gonio (Gruzija)
- Gudauta (Abhazija, Gruzija[a]) i uvala Gudauta
- Gurzuf (Krim, Ukrajina pod privremenom ruskom okupacijom)
- Hopa (Artvin, Turska)
- Jupiter (Rumunjska)
- Resort Kamčija (Bugarska)
- Kavarna (Bugarska)
- Kiten (Bugarska)
- Kobuleti (Gruzija)
- Koktebelj (Krim, Ukrajina pod privremenom ruskom okupacijom)
- Lozenec (Bugarska)
- Mamaia (Rumunjska)
- Mangalia (Rumunjska)
- Năvodari (Rumunjska)
- Neptun (Rumunjska)
- Nesebar (Bugarska)
- Novorosijsk (Rusija)
- Obzor (Bugarska)
- Odesa (Ukrajina)
- Olimp (Rumunjska)
- Ordu (Turska)
- Pitsunda (Abhazija, Gruzija[a])
- Pomorie (Bugarska)
- Primorsko (Bugarska)
- Rize (Turska)
- Rusalka (Bugarska)
- Samsun (Turska)
- Saturn (Rumunjska)
- Şile (Turska)
- Sinop (Turska)
- Skadovsk (Ukrajina)
- Soči (Rusija)
- Sozopolj (Bugarska)
- Sudak (Krim, Ukrajina pod privremenom ruskom okupacijom)
- Sulina (Rumunjska)
- Sunny Beach (Bugarska)
- Sveti Vlas (Bugarska)
- Trabzon (Turska)
- Tsihišđiri (Gruzija)
- Tuapse (Rusija)
- Ureki (Gruzija)
- Vama Veče (Rumunjska)
- Varna (Bugarska)
- Venus (Rumunjska)
- Jalta (Krim, Ukrajina pod privremenom ruskom okupacijom)
- Zonguldak (Turska)

## Vojna aktivnost
Konvencija iz Montreuxa iz 1936. predviđa i regulira slobodan prolaz civilnih brodova između međunarodnih voda Crnog i Sredozemnog mora, ali Turska ima potpunu kontrolu nad tjesnacima koji spajaju dva mora. Prolaz vojnih brodova posebno je reguliran. Vojna plovila mogu proći kroz Bospor i Dardanele samo ako brod pripada crnomorskoj zemlji. Drugi vojni brodovi imaju pravo prolaziti kroz tjesnace ako nisu u ratu protiv Turske i ako se zadržavaju u crnomorskom bazenu određeno vrijeme. Amandmani na Konvenciju iz Montreuxa iz 1982. dopuštaju Turskoj da zatvori tjesnace prema vlastitom nahođenju i u ratu iu miru.
Konvencija iz Montreuxa stoga uređuje prolaz plovila između Crnog, Sredozemnog i Egejskog mora i prisutnost vojnih plovila koja pripadaju neobalnim državama u vodama Crnog mora.
Ruska crnomorska flota ima svoje službeno glavno sjedište u gradu Sevastopolju (Sevastopoljska pomorska baza).

### Ratna djelovanja
Sovjetski bolnički brod Armenija potopili su 7. studenoga 1941. njemački zrakoplovi tijekom evakuirnja civila i ranjenih vojnika s Krima. Procjenjuje se da je oko 5000 do 7000 ljudi poginulo tijekom potonuća, što ga čini jednom od najsmrtonosnijih pomorskih katastrofa u povijesti. Samo je osam ljudi preživjelo napad.
U prosincu 2018. dogodio se vojni incident u Kerčkom tjesnacu, u kojem su ruska mornarica i obalna straža preuzele kontrolu nad tri ukrajinska plovila dok su pokušavali ući iz Azovskog u Crno more.
U travnju 2022., tijekom ruske invazije na Ukrajinu, ruska krstarica Moskva potopljena je u zapadnom Crnom moru projektilima Neptun ukrajinskih oružanih snaga, premda su Rusi tvrdili da je vatra na brodu izazvala eksploziju streljiva i oštećenje broda. Bio je to najveći brod koji je izgubljen u pomorskoj borbi u Europi od Drugoga svjetskog rata.

## Poveznice
- Bospor
- Dardaneli
- Kerčka vrata
- Azovsko more
- Mramorno more